# IC 561
IC 561 — галактика типу Sb (компактна витягнута галактика) у сузір'ї Секстант.
Цей об'єкт міститься в оригінальній редакції індексного каталогу.